# Estación de Roses (Metrovalencia)
Roses es una estación de las líneas 3, 5 y 9 de Metrovalencia que se encuentra en el municipio de Manises.
Fue inaugurada el 18 de abril de 2007 con el nombre de Rosas, junto a la prolongación del metro hasta el Aeropuerto de Valencia y reinaugurada en el año 2015 con la inauguración de la línea 9 hacia Ribarroja del Turia. Está situada en la Calle de las Rosas.
La estación consta de dos vías separadas por un andén.
A partir de esta estación se separan las líneas 3 y 5 de la línea 9 ya que las dos primeras se dirigen hacia el Aeropuerto de Valencia y la última sale a la superficie para dirigirse hacia Ribarroja del Turia.
Esta estación está situada a 200 metros de la antigua estación de Renfe de Manises-Aeródromo, a día de hoy desmantelada en su totalidad.
Con el proceso de cambio de nomenclatura realizado en el año 2022, la estación pasó a denominarse Roses (en valenciano) en sustitución de Rosas (castellano). 